# SN 1990ae
SN 1990ae – supernowa typu II odkryta 15 października 1990 roku w galaktyce A002251+0649. W momencie odkrycia miała maksymalną jasność 18,00m.